# 1988 في الصين
فيما يلي قوائم الأحداث التي وقعت خلال عام 1988 في الصين.

## سياسة

### تعيين في المنصب
- 1 أبريل – لى شيان نيان Chairman of the Chinese People's Political Consultative Conference [الإنجليزية]‏.
- 9 أبريل – يانج شانج كون رئيس جمهورية الصين الشعبية.

## أفلام
من الأفلام التي صدرت هذه السنة في الصين:
- 1 يناير – رجال وراء الشمس من إخراج Mou Tun-fei [الإنجليزية]‏.

## مواليد

### يناير
- 16 يناير – لي شياو شيا لاعبة تنس طاولة صينية.
- 27 يناير – ليو ون

### فبراير
- 25 فبراير – زو كاي لاعب جمباز فني صيني.

### أبريل
- 2 أبريل – تشن شياوجيا لاعبة كرة سلة صينية.
- 18 أبريل – يو داباو لاعب كرة قدم صيني.

### يونيو
- 4 يونيو – لي مان ممثلة صينية.
- 5 يونيو – ما شياوشو لاعبة كرة قدم صينية.

### يوليو
- 29 يوليو – ألكسندر إي أوسيبيو مغني كوري جنوبي.

### أغسطس
- 8 أغسطس – شو يفيان لاعبة كرة مضرب صينية.
- 15 أغسطس – لي جين لاعب كرة سلة صيني.

### أكتوبر
- 7 أكتوبر – تشان يوين تينغ
- 20 أكتوبر – ما لونغ لاعب تنس طاولة صيني.

## وفيات

### يناير
- 13 يناير – تشيانغ تشينغ كو (مواليد 1910)